# مسألة ذنب الحرب

التحالفات الدبلوماسية في أوروبا عشية الحرب العالمية الأولى.

مسألة ذنب الحرب (بالألمانية: Kriegsschuldfrage) هي الجدل العام الذي شهدته ألمانيا لمعظم فترات جمهورية فايمار لتحديد مسؤولية ألمانيا في التسبب باندلاع الحرب العالمية الأولى. مع تنظيمه على عدة مراحل، ومع تحدده إلى حد كبير بأثر معاهدة فيرساي وموقف الحلفاء المنتصرين، برز هذا الجدال أيضًا في دول أخرى انخرطت في الصراع، كالجمهورية الفرنسية الثالثة والمملكة المتحدة.
حفز جدال ذنب الحرب مؤرخين مثل هانز ديلبروك وولفغانغ جاي مومسن وجيرهارد هيرشفيلد وفريتز فيشر، وأيضًا دائرة أكثر اتساعًا شملت مفكرين مثل كورت توتشولسكي وسيغفريد جاكوبسون، وأيضًا عامة الشعب. امتدت مسألة ذنب الحرب طوال تاريخ جمهورية فايمار. فنظرًا إلى تأسيسها قبل فترة قصيرة من توقيع معاهدة فيرساي في شهر يونيو من عام 1919، جسدت جمهورية فايمار هذا الجدال حتى تفككها، وقد استُخدمت هذه المسألة في وقت لاحق كحجة في حملات الحزب النازي.
في حين جعلت مسألة ذنب الحرب البحث في الأسباب العميقة وراء الحرب العالمية الأولى أمرًا ممكنًا، ولو أن ذلك لم يحصل دون إثارة جدل كبير، فقد جعلت أيضًا من الممكن تحديد الجوانب الأخرى من الصراع، كدور الشعب في الحرب وقضية طريق ألمانيا الخاص نحو الديمقراطية، سوندرفيغ. أظهرت هذه المسألة، التي أعاقت تقدم ألمانيا السياسي لعدة أعوام، أيضًا أن سياسيين مثل غوستاف ستريسيمان كانوا قادرين على مواجهة مسألة ذنب الحرب من خلال تأييد النقاش العام دون المساومة على المصالح الألمانية.
بعد مرور قرن، ما يزال الجدل مستمرًا حتى القرن الحادي والعشرين. تتضمن الخطوط العريضة للجدل: مدى المساحة السياسية والدبلوماسية المتاحة للمناورة والنتائج الحتمية لسياسات ما قبل الحرب حول التسليح، دور السياسة المحلية والتوترات الاجتماعية والاقتصادية في العلاقات الخارجية للدول المعنية ودور الرأي العام وخبرته في الحرب في وجه البروباغاندا المنظمة، دور المصالح الاقتصادية وكبار القادة العسكريين في تقليل تصعيد النسف ومفاوضات السلام، نظرية سوندرفيغ، والتوجهات بعيدة الأمد التي كانت تهدف إلى وضع الحرب العالمية الأولى في سياقها كشرط أو كتحضير للحرب العالمية الثانية، مثل رايموند آرون الذي يرى في الحربين العالميتين حرب ثلاثين عامًا جديدة، وهي نظرية كررها إنزو ترافيرسو في عمله.

## الاصطلاح
مصطلح مسألة ذنب الحرب الذي استخدم في التعليم الإنجليزي هو ترجمة للمصطلح الألماني كريغشولدفراجي، وهو اسم ألماني مركب يتألف من كريغشولد («ذنب الحرب») + فراجي («مسألة» «قضية»).
تشكل المادة 231 من معاهدة فيرساي لب القضية، وتعرف أيضًا ب «شرط ذنب الحرب»، حددت المادة 231 مسؤولية الحرب. كانت اللغتين الإنجليزية والفرنسية اللغتين الرسميتين للاتفاقية، في اللغة الفرنسية عُرفت المادة بصيغة رسمية ب أغتيكل 231 دو تغيتي دو فيغساي أو بصيغة أقل رسمية ب كلوز دو كالبابيليتي دو لا غيغ («شرط ذنب الحرب»)، وفي الألمانية ب كريغشولدأرتيكل («ذنب الحرب» + أرتيكل «شرط»).
هناك تعابير إضافية في المصادر الإنجليزية، مثل أطروحة ذنب الحرب، أطروحة فيرساي لذنب الحرب، إضافة إلى تعابير أخرى.

## خلفية: الحرب العالمية الأولى
برزت مسألة ذنب الألمان في الحرب (بالألمانية: كريغشولدفراجي) في سياق هزيمة الألمان على أيدي قوى الحلفاء في الحرب العالمية الأولى، خلال المعاهدات التي وضعت أسس السلام وبعدها، واستمرت خلال السنوات ال 15 من حياة جمهورية فايمار في ألمانيا منذ عام 1919 حتى عام 1933 وبعدها.

### اندلاع الحرب
وقعت معظم الأعمال الحربية للحرب العالمية الأولى في أوروبا بين عام 1914 و11 من شهر نوفمبر من عام 1918، واشتملت على تعبئة 70 مليون عسكريًا وأسفرت عن مقتل أكثر من 20 مليون عسكري ومدني (دون حسبان الوفيات التي تسببت بها الإنفلونزا الإسبانية لعام 1918، التي تسبب بوفاة ملايين أخرى)، الأمر الذي جعلها واحدة من أكبر حروب التاريخ وأكثرها دموية. بحلول شهر يوليو من عام 1914، انقسمت القوى الكبرى في أوروبا إلى تحالفين: الوفاق الثلاثي، الذي سمي لاحقًا ب «قوى الحلفاء» التي كانت تضم فرنسا وروسيا وبريطانيا، والحلف الثلاثي الذي ضم ألمانيا والإمبراطورية النمساوية المجرية وإيطاليا («قوى المحور»). بعد سلسلة من الأحداث والإنذارات النهائية والتعبئة، بعضها كان عائدًا إلى تحالفات متشابكة، أعلنت ألمانيا الحرب على روسيا في 1 أغسطس. وفي غضون أيام حذت حذوها دول أخرى، وقبل نهاية الشهر امتدت الحرب إلى اليابان (التي كانت إلى جانب بريطانيا) وامتدت في شهر نوفمبر إلى الإمبراطورية العثمانية (التي كانت متحالفة مع ألمانيا).
بعد حرب لأربعة أعوام على جبهات عديدة في أوروبا وحول العالم، بدأ في أغسطس من عام 1918 هجوم المئة يوم الذي شنه الحلفاء، وشهدت مواقع ألمانيا وقوى المحور تدهورًا أفضى بها إلى السعي وراء السلام. رُفضت العروض الأولية، وبات موقع ألمانيا أكثر استماتة من أجل السلم. أطلق الإدراك بهزيمة عسكرية وشيكة الثورة في ألمانيا وإعلان جمهورية في 9 من شهر نوفمبر من عام 1919 وخلع الإمبراطور فيلهلم الثاني واستسلام ألمانيا، وهو ما وضع نهاية لألمانيا الإمبراطورية وبداية جمهورية فايمار. انهارت قوى المحور، واستسلمت الجمهورية الجديدة للحلفاء المنتصرين وانتهت الأعمال الحربية بتوقيع هدنة كومبين الأولى في عربة قطار.

### التوصل إلى السلام
على الرغم من نهاية الأعمال الحربية في 11 من شهر نوفمبر، استمرت حالة الحرب الرسمية لأشهر ووقعت اتفاقيات عديدة بين الدول المتحاربة السابقة. حدد مؤتمر سلام باريس شروطًا على قوى المحور المهزومة وأنشأ عصبة الأمم وأعاد رسم خارطة أوروبا، وبموجب المادة 231 من معاهدة فيرساي، فرض المؤتمر عقوبات مالية توجب على ألمانيا دفعها لقوى المحور كتعويضات بقيمة 132 مليار مارك ذهبي (33 مليار دولار). إضافة إلى ذلك، نصت المادة 231 على أن «تتحمل ألمانيا المسؤولية عنها وعن حلفائها في التسبب بكافة الخسائر والأضرار ...» إلا أن النص أسيئت ترجمته أو فسر بشكل خاطئ في ألمانيا كقبول من قبل ألمانيا لمسؤولية التسبب بالحرب. تسبب هذا، إضافة إلى العبء الثقيل من التعويضات، بشعور بالظلم وبالمذلة الوطنية، وأن ألمانيا «وقعت على التخلي عن شرفها».

### حملة بريئة
خلق هذا الشعور بالظلم وبعبء مالي هائل فرضته قوى الحلفاء المنتصرة استنادًا إلى اتهام في غير مكانه باللوم في التسبب بالحرب شعورًا بالنقمة والغضب في ألمانيا وأسفر عن جهود حثيثة على جبهات عديدة لمعارضته، من بينها جهود دبلوماسية ودعائية وجهود أخرى. بدأت هذه الجهود للتعامل مع مسألة ذنب الحرب خلال التفاوض على المعاهدة واستمرت طوال وجود جمهورية فايمار، وساهمت في صعود الحزب النازي، الذي تولى السلطة في عام 1933، واضعًا نهاية لجمهورية فايمار، وحتى عام 1939 واندلاع الحرب العالمية الثانية.

## في جمهورية فايمار

### معاهدة فيرساي